# Martina Lindsay Veloso
Martina Lindsay Veloso (n. el 27 de octubre de 1999 en Singapur) es una tiradora deportiva singapurense. Obtuvo la medalla de plata en la disciplina Carabina de aire 10 m femenino en los Juegos Olímpicos de la Juventud de Nankín 2014.

## Carrera
Participó de los XX Juegos de la Mancomunidad (XX Commonweatlh Games) realizados en Glasgow, Escocia. En la ronda de clasificación logró la segunda posición, lo que la llevó a disputar la final olímpica, donde quedó ubicada en la quinta posición.
En junio de 2014 se convirtió en la medallista más joven de un Campeonato Mundial ISSF, al obtener el primer puesto del Campeonato Mundial ISSF 2014 disputado en Munich, Alemania, logrando 206,9 puntos. En ese evento quedó por delante de la campeona olímpica Katerina Emmons de la República Checa.
Veloso, con catorce años, fue la participante más joven en competir en tiro olímpico en los Juegos Olímpicos de la Juventud 2014 celebrados en Nankín, China, donde logró obtener la medalla de plata en tiro con aire a 10 metros. En la ronda clasificatoria obtuvo el cuarto puesto con 415,7 puntos. Para luego alcanzar los 207,2 en la final olímpica logrando la preciada medalla de plata.
En 2015, obtuvo la medalla de bronce en Tiro con aire a 10 metros femenino, y la de la plata por equipos en la ISSF Junior Cup de 2015, disputada en Suhl, Alemania.